# Pfakofen
Pfakofen är en kommun och ort i Landkreis Regensburg i Regierungsbezirk Oberpfalz i förbundslandet Bayern i Tyskland.
Kommunen ingår i kommunalförbundet Alteglofsheim tillsammans med kommunen Alteglofsheim.